# Coscinoptera wilcoxi
Coscinoptera wilcoxi es un coleóptero de la familia Chrysomelidae.
Fue descrita científicamente en 1981 por Moldenke.